# レオ朝
レオ朝は、東ローマ帝国において皇帝を輩出した王朝（457年 - 518年）。レオ1世とその孫レオ2世、レオ2世の父ゼノンとゼノンの皇后アリアドネの再婚相手のアナスタシウス1世の4人。これに475年から476年にゼノンを追放し帝位についたバシリスクスと、レオ1世の姪の夫である西ローマ皇帝ユリウス・ネポスをこれに含むこともある。かつて蛮族とされていたトラキア族とイサウリア族による異民族色の強い王朝である。

## 歴代君主

### レオ1世

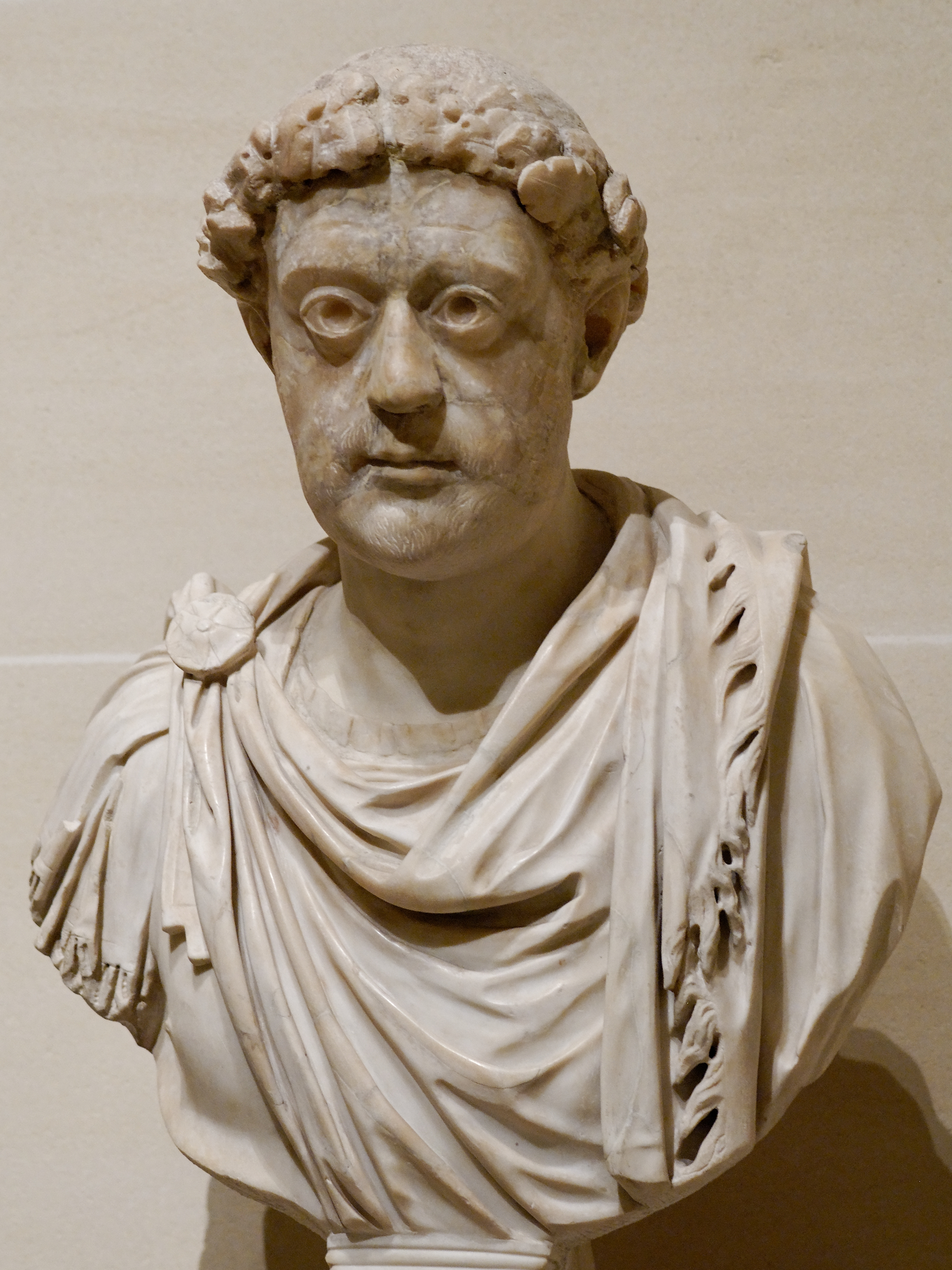
レオ1世

レオ1世はトラキア出身でトラキア人の軍人で、457年1月27日にマルキアヌス帝が後任者を指名することなく死去すると、帝国のマギステル・ミリトゥムでゲルマン人のアスパルに支持されたレオが、皇帝として即位することとなった。彼はコンスタンティノープル総主教に戴冠された初めての皇帝である。
はじめはアスパルとその息子アルダブリウスの傀儡でしかなかった彼だが、彼が登用したイサウリアのイサウリア人の族長タラシコデッサ（後に改名してゼノン）がアスパルに暗殺されかけた。これを名目に、レオはゼノンと協力してアスパル父子を打倒し、皇帝としての地位を確固たるものとした。このときの功績で、自らの娘アリアドネをゼノンに嫁がせた。
レオ1世は帝国西部への影響力強化を図って、たびたび西ローマ帝国へ皇帝を推挙している。465年にリビウス・セウェルス帝が死去して以降、西ローマ帝国は新たに西ローマ皇帝を立てようとはしなかったので、先帝マルキアヌスの娘婿アンテミウスに西ローマ皇帝を名乗らせて西ローマ帝国へ進軍させた。アンテミウスは新たな皇帝の就任を拒む西ローマ帝国軍と対峙した後、和平交渉により西ローマ皇帝として受け入れられた。
また467年には、帝国西部を脅かすヴァンダル族の討伐のため、義弟バシリスクスを司令官として艦隊を派遣している。しかし、バシリスクスは無能で翌468年にヴァンダル族に大敗し、大損害を蒙ってしまった。
帝国西部でアンテミウスとリキメルが対立し始めると、472年にウァレンティニアヌス3世の娘婿オリュブリウスを仲裁のために派遣したが、オリュブリウスがリキメル側に裏切ったためアンテミウスが殺害されてしまい、オリュブリウスはレオ1世に無断で西ローマ皇帝となった。オリュブリウスはすぐに病死し、同時期にリキメルも病死した。リキメルの後継者グントバトに擁立されたグリケリウスがブルグント族の支援で西ローマ皇帝に即位すると、473年に親族（皇后ウェリーナの姪の夫）でマギステル・ミリトゥムのユリウス・ネポスに西ローマ皇帝を名乗らせ西ローマ帝国へ進軍させた。
こうした努力の甲斐なく、西ローマ帝国はレオの死の2年後の476年に西ローマ皇帝を廃止して東ローマ皇帝の介入から独立したが、一応は東ローマ皇帝の権威を帝国西部に行き渡らせることに成功したとも言える。例えば、ロムルス・アウグストゥルスを廃位したオドアケルは、東ローマ皇帝の配下のイタリア総督としてイタリアを統治している。
レオ1世は474年の1月18日に病死し、義理の息子ゼノンを後見人として孫のレオ2世が即位した。

### レオ2世

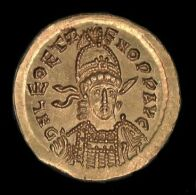
レオ2世

レオ1世の死によって皇帝に即位したレオ2世は、父ゼノンを後見人として即位した。レオ2世の母はレオ1世の娘アリアドネであり、レオ1世の外孫に当たる。即位時わずか7歳であったが、同年の474年11月17日に病死した。

### ゼノン

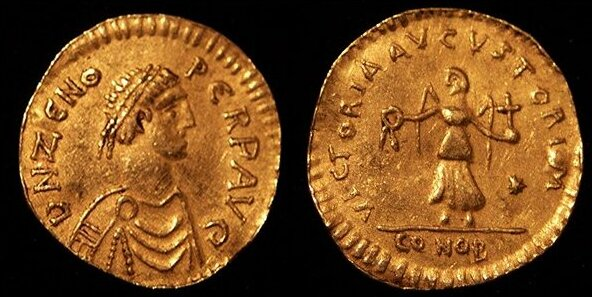
ゼノン

イサウリア族の族長で本名はタラシコデッサ。レオ2世の父で2月から共同皇帝位にあったゼノンは、息子の死で単独の皇帝に即位した。ところが、ゼノンは惰弱な人物であったため、その皇位を狙う者も少なくなかった。即位間もない475年、皇后アリアドネの母ウェリーナが扇動したとされる反乱によって、レオ1世の義弟であったバシリスクスがコンスタンティノポリスに攻め込み、1月初めに帝位を追われ、故郷イサウリアに追放され短い治世を終えた。

### バシリスクス

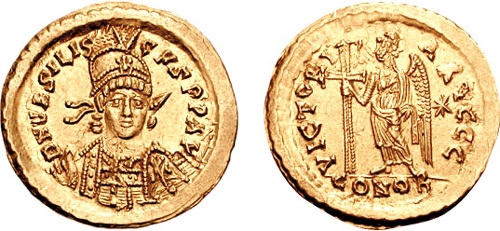
バシリスクス

ゼノンを追放して即位したバシリスクスはレオ1世の治世下にヴァンダル族の討伐で大敗した時の司令官であった。こうした経緯で人望もなく、また能力も乏しかった。翌476年に、故郷へ追放されていたゼノンが再び帝位につかんとコンスタンティノポリスに進軍してきた。
帝位を追われゼノンに捕縛されたバシリスクスは、同年ないし翌477年の冬にカッパドキアで処刑された。

### ゼノンの復位
476年に復位したゼノンの治世のときに西ローマ帝国から西ローマ皇帝の地位が消滅した。西ローマ皇帝ロムルス・アウグストゥルスを退位させたゲルマン人の傭兵隊長であったオドアケルから西ローマ皇帝の権限が東ローマ皇帝へ返上され、ゼノンはローマ帝国全土の単独皇帝となった。ゼノンはオドアケルにローマ貴族の地位と皇帝の代理としてイタリアを統治するイタリア領主としての法的権限を与え、一方でゼノンが正当な西ローマ皇帝としていたユリウス・ネポスを西ローマ皇帝として認めるよう要請した。元老院は西ローマ皇帝の完全な廃止を求めていたが、オドアケルが妥協して一応はゼノンの条件を受け入れた。しかし、結局ネポスが実権を取り戻すことはなく、ネポスは480年に暗殺された。ゼノンは後にオドアケルと対立し、テオドリック大王にオドアケルの討伐を命じ、帝国西部の支配権の再興をはかったが、果される前の491年にゼノンは病死してしまい叶わなかった。
ゼノンは治世のうちに数々の謀反の陰謀などがあったにもかかわらず、皇位にあるまま生涯を終えることに成功したが、民衆の信望も薄く、その治世は人気取りのためのばら撒き財政などに終始した。ゼノンが棺に納められた後に棺の中で息を吹き返したものの、皆がゼノンを憎んでいたため無視して（あるいは皇后アリアドネが開けることを許さず）そのまま葬られたという、彼の不人気を物語るエピソードがある。

### アナスタシウス1世

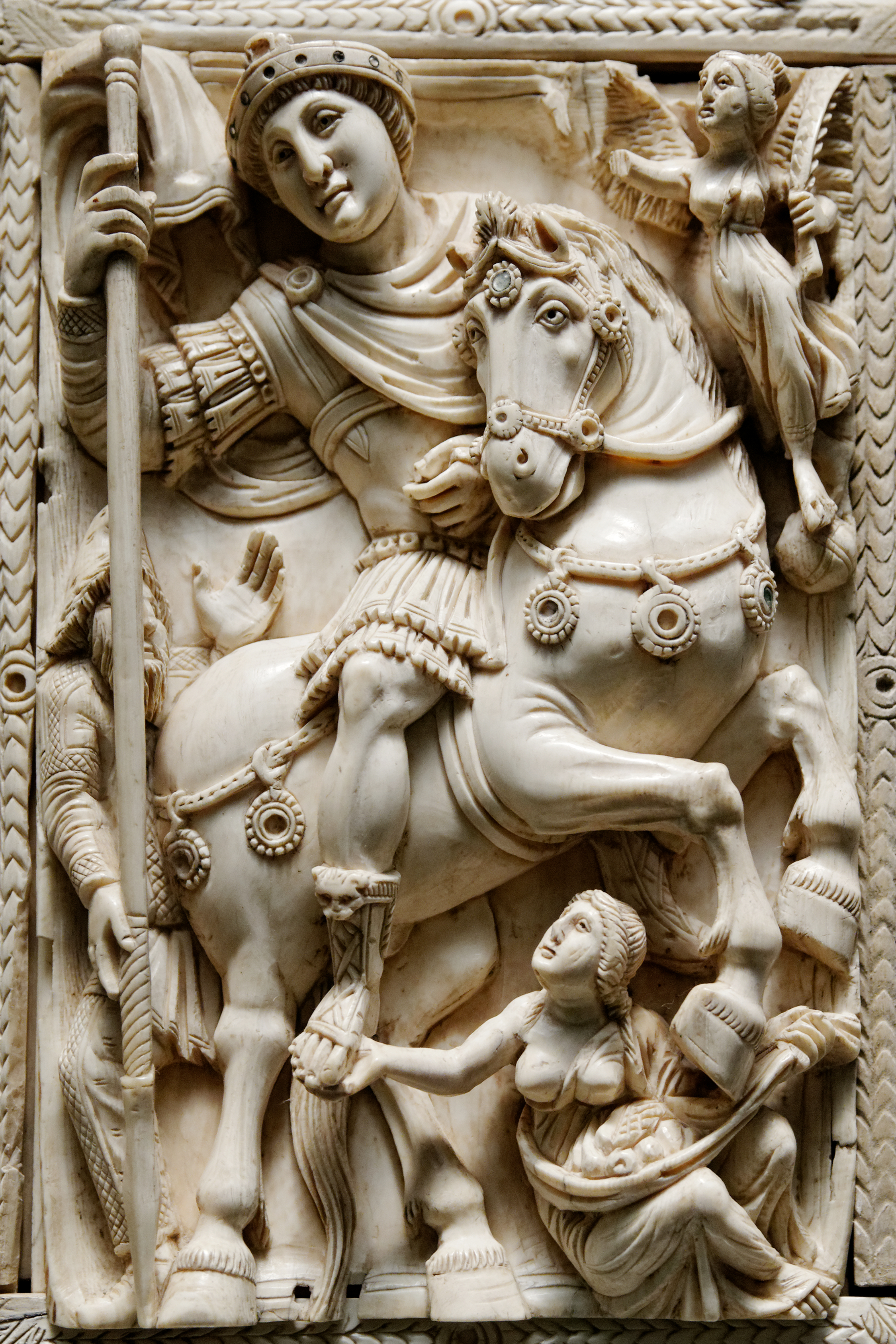
アナスタシウス1世

ゼノンの死後、59~60歳の高齢で枢密院警護長であったアナスタシウスが単性論派の代表として皇帝に選出された。ゼノンの皇后アリアドネと結婚していたことでレオ朝の一人として数えられている。即位直後、先帝ゼノンの基盤であったイサウリア人を追放したため、492年にイサウリア人が反乱を起こした。鎮圧に取りかかったアナスタシウスは497年にようやくこれを終えた。同年に、先帝ゼノンの命令でオドアケルを討ち滅ぼした東ゴート王テオドリックのイタリア王即位を承認した。
ゼノンのばら撒き政策で破綻寸前だった帝国財政を優れた手腕で立て直すなど、優秀な面を見せたアナスタシウスであるが、宗教政策は困難を極めた。単性論寄りであったアナスタシウスはカトリック教会と対立し、また当時のコンスタンティノープル総主教も単性論寄りであったためにローマ教皇フェリクス3世によって破門されるなど、東西教会は分裂の様相を強くした。そのため、後世のキリスト教歴史家からの評価は極めて低い。
518年、86~87歳という高齢で没した。元老院とプラエトリアニは後継の皇帝に、これまた高齢で当時68歳だったユスティヌス1世を皇帝に選んだ。このユスティヌス1世の甥（姉ウィギランティアの息子）にして後継者が、旧西ローマ帝国領の大部分を一時的に回復して東ローマ帝国の最大版図を実現し後世、大帝と呼称されるユスティニアヌス1世である。ユスティニアヌス1世の再征服事業の基盤はアナスタシウス1世が実施した様々な改革だと言われている。

## レオ1世の娘ヘレナの子孫
レオ朝による東ローマ帝国支配が終わった後も、レオ1世の娘ヘレナ（アリアドネの妹、ゼノンとアナスタシウス1世の義妹、レオ2世の叔母）の系統が存続している。ヘレナの仍孫（玄孫の曾孫）デメトリオスはヘラクレイオス王朝第2代皇帝コンスタンティノス3世の次男テオドシオス（632年生誕）の娘（655年生誕、コンスタンス2世の姪、コンスタンティノス4世の従妹）と結婚、子孫が続いている。更にデメトリオスの母方の祖父の兄ステファンの子孫も存続している。なお、コンスタンティノス3世の父方の祖母エピファニア（575年頃生誕）はユスティヌス1世の甥ユスティニアヌス1世の妹ウィギランティアの曾孫である為、レオ朝とユスティニアヌス王朝、ヘラクレイオス王朝の三王朝が縁戚関係となっている。

## 系図
|  |  |                  |                  |                  |                  |                  |                  |  |  |    |    |    |    |    |    |  |  |        |        |        |        |         |         |         |         |            |            |            |            |            |            |            |            |                   |                   |                   |                   |                   |                   |              |              |              |              |  |  |  |  |  |  |  |  |
|  |  |                  |                  |                  |                  |                  |                  |  |  |    |    |    |    |    |    |  |  |        |        |        |        |         |         |         |         |            |            |            |            |            |            |            |            |                   |                   |                   |                   |                   |                   |              |              |              |              |  |  |  |  |  |  |  |  |
|  |  |                  |                  |                  |                  |                  |                  |  |  | ?  | ?  | ?  | ?  | ?  | ?  |  |  |        |        |        |        | レオ1世 | レオ1世 | レオ1世 | レオ1世 | レオ1世    | レオ1世    |            |            | ウェリーナ | ウェリーナ | ウェリーナ | ウェリーナ | ウェリーナ        | ウェリーナ        |                   |                   | バシリスクス      | バシリスクス      | バシリスクス | バシリスクス | バシリスクス | バシリスクス |  |  |  |  |  |  |  |  |
|  |  |                  |                  |                  |                  |                  |                  |  |  | ?  | ?  | ?  | ?  | ?  | ?  |  |  |        |        |        |        | レオ1世 | レオ1世 | レオ1世 | レオ1世 | レオ1世    | レオ1世    |            |            | ウェリーナ | ウェリーナ | ウェリーナ | ウェリーナ | ウェリーナ        | ウェリーナ        |                   |                   | バシリスクス      | バシリスクス      | バシリスクス | バシリスクス | バシリスクス | バシリスクス |  |  |  |  |  |  |  |  |
|  |  |                  |                  |                  |                  |                  |                  |  |  |    |    |    |    |    |    |  |  |        |        |        |        |         |         |         |         |            |            |            |            |            |            |            |            |                   |                   |                   |                   |                   |                   |              |              |              |              |  |  |  |  |  |  |  |  |
|  |  | ユリウス・ネポス | ユリウス・ネポス | ユリウス・ネポス | ユリウス・ネポス | ユリウス・ネポス | ユリウス・ネポス |  |  | 娘 | 娘 | 娘 | 娘 | 娘 | 娘 |  |  | ゼノン | ゼノン | ゼノン | ゼノン | ゼノン  | ゼノン  |         |         | アリアドネ | アリアドネ | アリアドネ | アリアドネ | アリアドネ | アリアドネ |            |            | アナスタシウス1世 | アナスタシウス1世 | アナスタシウス1世 | アナスタシウス1世 | アナスタシウス1世 | アナスタシウス1世 |              |              |              |              |  |  |  |  |  |  |  |  |
|  |  | ユリウス・ネポス | ユリウス・ネポス | ユリウス・ネポス | ユリウス・ネポス | ユリウス・ネポス | ユリウス・ネポス |  |  | 娘 | 娘 | 娘 | 娘 | 娘 | 娘 |  |  | ゼノン | ゼノン | ゼノン | ゼノン | ゼノン  | ゼノン  |         |         | アリアドネ | アリアドネ | アリアドネ | アリアドネ | アリアドネ | アリアドネ |            |            | アナスタシウス1世 | アナスタシウス1世 | アナスタシウス1世 | アナスタシウス1世 | アナスタシウス1世 | アナスタシウス1世 |              |              |              |              |  |  |  |  |  |  |  |  |
|  |  |                  |                  |                  |                  |                  |                  |  |  |    |    |    |    |    |    |  |  |        |        |        |        |         |         |         |         |            |            |            |            |            |            |            |            |                   |                   |                   |                   |                   |                   |              |              |              |              |  |  |  |  |  |  |  |  |
|  |  |                  |                  |                  |                  |                  |                  |  |  |    |    |    |    |    |    |  |  |        |        |        |        | レオ2世 |         |         |         |            |            |            |            |            |            |            |            |                   |                   |                   |                   |                   |                   |              |              |              |              |  |  |  |  |  |  |  |  |